# Päivi Meriluoto
Päivi Aulikki Meriluoto-Aaltonen  (Tampere, 12 de dezembro de 1952) é uma arqueira finlandesa, medalhista olímpica.

## Carreira
Päivi Meriluoto representou a União Soviética nos Jogos Olímpicos em 1980 a 1988, ganhando a medalha de bronze no individual em 1980. 